# Люка Нубі
Люка Домінік Нубі Нгнокам (фр. Lucas Dominique Noubi Ngnokam; нар. 15 січня 2005) — бельгійський футболіст, захисник іспанського клубу «Депортіво».

## Клубна кар'єра

### «Стандард»
Займався футболом в системі «Мускрона», а 2015 року приєднався до академії «Стандарда».
13 березня 2022 року дебютував в основному складі «Стандарда» в матчі Про-ліги проти «Серена». 27 липня 2022 року продовжив контракт з клубом до літа 2025 року.
2 вересня 2022 року дебютував за фарм-клуб «СЛ16» в матчі Челленджер Про-ліги проти «Йонг Генк».

### «Депортіво»
1 липня 2025 підписав на правах вільного агента приєднався до іспанського «Депортіво», підписавши чотирирічний контракт.

## Кар'єра в збірній
Народився у Бельгії в родині вихідців з Камеруну. Виступав за збірні Бельгії до 15, до 17, до 17 і до 19 років. В березні 2025 року вперше викликаний в збірну Бельгії до 21 року для участі в товариських матчах проти збірних Андорри та Швеції. 12 березня 2025 року в поєдинку з Андоррою дебютував за молодіжну збірну Бельгії.

## Статистика виступів
Станом на 22 квітня 2025
| Клуб              | Сезон             | Чемпіонат               | Чемпіонат | Чемпіонат | Кубок | Кубок | Єврокубки | Єврокубки | Інші  | Інші | Всього | Всього |
| Клуб              | Сезон             | Дивізіон                | Матчі     | Голи      | Матчі | Голи  | Матчі     | Голи      | Матчі | Голи | Матчі  | Голи   |
| ----------------- | ----------------- | ----------------------- | --------- | --------- | ----- | ----- | --------- | --------- | ----- | ---- | ------ | ------ |
| СЛ16              | 2022–23           | Челленджер Про-ліга     | 12        | 0         | —     | —     | —         | —         | 5     | 0    | 17     | 0      |
| СЛ16              | 2023–24           | Челленджер Про-ліга     | 10        | 0         | —     | —     | —         | —         | —     | —    | 10     | 0      |
| СЛ16              | 2024–25           | Національний дивізіон 1 | 12        | 0         | —     | —     | —         | —         | —     | —    | 12     | 0      |
| СЛ16              | Всього            | Всього                  | 34        | 0         | 0     | 0     | 0         | 0         | 5     | 0    | 39     | 0      |
| Стандард          | 2021–22           | Про-ліга                | 2         | 0         | 0     | 0     | —         | —         | —     | —    | 2      | 0      |
| Стандард          | 2022–23           | Про-ліга                | 14        | 0         | 1     | 0     | —         | —         | 3     | 0    | 18     | 0      |
| Стандард          | 2023–24           | Про-ліга                | 13        | 0         | 1     | 0     | —         | —         | 9     | 0    | 23     | 0      |
| Стандард          | 2024–25           | Про-ліга                | 2         | 0         | 0     | 0     | —         | —         | —     | —    | 2      | 0      |
| Стандард          | Всього            | Всього                  | 31        | 0         | 2     | 0     | 0         | 0         | 12    | 0    | 45     | 0      |
| Депортіво         | 2025–26           | Сегунда Дивізіон        | 0         | 0         | 0     | 0     | —         | —         | —     | —    | 0      | 0      |
| Всього за кар'єру | Всього за кар'єру | Всього за кар'єру       | 65        | 0         | 2     | 0     | 0         | 0         | 17    | 0    | 84     | 0      |

1. ↑  Матчі плей-оф на підвищення до Про-ліги
2. 1 2  Матчі плей-оф Про-ліги за участь в єврокубках